# Tolunay Kafkas
Tolunay Hakki Kafkas (ur. 31 marca 1968 w Ankarze) – turecki piłkarz grający na pozycji defensywnego pomocnika.

## Kariera klubowa
Pierwszym klubem Tolunaya w karierze był Türk Telekomspor, wywodzący się ze stolicy kraju, Ankary. Występował w nim w sezonie 1987/1988, a następnie przeszedł do lokalnego rywala, trzecioligowego zespołu Keçiörengücü. W 1989 roku został piłkarzem Diyarbakırsporu i przez dwa sezony występował w jego barwach w rozgrywkach drugiej ligi tureckiej. W 1991 roku został piłkarzem Erzurumsporu, a w 1992 roku odszedł z tego drugoligowca do Konyasporu, jednak wiosną 1993 spadł z nim z pierwszej ligi do drugiej.
Latem 1993 roku po spadku Konyasporu Tolunay podpisał kontrakt z Trabzonsporem. Swoje pierwsze sukcesy z tym klubem osiągnął w sezonie 1994/1995, gdy sięgnął po Puchar Turcji, a także został wicemistrzem kraju. W 1996 roku ponownie zajął z Trabzonsporem 2. miejsce w tureckiej lidze. Latem 1998 Tolunay został sprzedany do Galatasaray SK ze Stambułu. W 1999 wywalczył mistrzostwo Turcji, jednak nie przebił się do podstawowego składu „Cimbom” i latem został wypożyczony do Bursasporu. Z kolei w 2000 roku odszedł z Galatasaray i przeszedł do Denizlisporu, w którym spędził dwa lata.
W 2002 roku Tolunay wyjechał do Austrii, a jego pierwszym klubem w tym kraju został SV Pasching. Tam stał się podstawowym obrońcą drużyny, a w 2004 roku zajął z nią 3. miejsce w Bundeslidze, najwyższe w historii SV Pasching. W sezonie 2004/2005 stracił jednak miejsce w składzie i odszedł do drugoligowego LASK Linz, a pół roku później został graczem Admiry Wacker Mödling. Po zakończeniu wypożyczenia do Admiry zdecydował się odejść na piłkarską emeryturę.

## Kariera reprezentacyjna
W reprezentacji Turcji Tolunay zadebiutował 21 grudnia 1994 roku w przegranym 1:3 towarzyskim meczu z Włochami. W 60. minucie tego meczu zdobył jedynego gola dla Turcji. W 1996 roku został powołany przez selekcjonera Fatiha Terima do kadry na Euro 96. Tam wystąpił we dwóch spotkaniach, przegranych po 0:1 z Chorwacją i z Portugalią. Ostatni mecz w kadrze narodowej rozegrał w lutym 1998 roku przeciwko Izraelowi (1:4). Łącznie wystąpił w niej 33 razy i zdobył 3 bramki.

## Kariera trenerska
Po zakończeniu kariery piłkarskiej Tolunay został trenerem. W 2007 roku objął zespół Kayserisporu. W sezonie 2007/2008 zajął z nim 5. miejsce w lidze oraz doprowadził do zdobycia Pucharu Turcji.